# Parque Centenario 27 de Febrero
{{Estadio de béisbol
|nombre = Parque Centenario 27 de Febrero
|sobrenombre = 
|imagen = 
|nombre_completo = 
|localización = Villahermosa, México 
 Ciudad Deportiva 
 Col. Atasta de Serra, C.P. 86100 |años_de_construcción = 
|inauguración = 27 de febrero de 1964 (como parque de béisbol)  
|remodelación = 
|cierre =
|demolición =
|propietario = Gobierno del Estado de Tabasco
|operado_por =
|superficie = Pasto natural
|costo = 
|arquitecto = 
|nombres_anteriores = 
|equipo_local = Olmecas de Tabasco (LMB) 1990-presente 
- Como Ganaderos (1985-1989)
- Como Plataneros (1977-1984)
- Como Cardenales (1975)

Plataneros de Tabasco (LIV) 2007-2008
|capacidad =9000  espectadores
Su nombre "Centenario 27 de febrero" obedece a que fue inaugurado como parte de los festejos de la conmemoración de la expulsión de las tropas francesas que invadieron el territorio tabasqueño 100 años atrás, en el año 1864 en la llamada Toma de San Juan Bautista.
En alguna ocasión, fue sede de los Plataneros de Tabasco de la Liga Invernal Veracruzana.

### Remodelación
El 30 de junio de 2021 se anuncia por parte de la Secretaría de Desarrollo Agrario, Territorial y Urbano a cargo de Román Meyer Falcón un proyecto de reconstrucción, después de que básicamente a lo largo de toda la existencia del inmueble solo fue sometido a mantenimiento básico, por lo que su modernización lo pondrá a la altura de los mejores parques a nivel nacional.
- Los trabajos se realizaron con una inversión de 276 millones de pesos para intervenir 14 mil 521 metros cuadrados.
- El proyecto de remodelación del estadio contempló 9 mil butacas para espectadores, zona de juegos, 29 locales comerciales, plaza elevada, salas de juntas, oficinas, bodega, gimnasio, cocina, área de comida, 71 cajones de estacionamiento, nuevos accesos y cubiertas para mayor comodidad de los usuarios.

Para su reinauguración en abril de 2023, el estadio se convirtió en una instalación muy cómoda, moderna y segura, con diferentes áreas de restaurantes, bares, puntos de venta de alimentos y bebidas, baños renovados el cual era un problema del estadio anterior, así como tienda oficial del equipo.
Gracias a la remodelación, la temporada 2023 registró llenos totales en cada una de las series jugadas aunado al buen desempeño de la novena tabasqueña quienes consiguieron su pase a los playoff.